# براوننغ إم1919 (مدفع رشاش)
براوننغ إم1919 (بالإنجليزية: M1919 Browning)‏ هو مدفع رشاش متوسط من عيار .30، كان يستخدم على نطاق واسع خلال القرن 20، وخاصة خلال الحرب العالمية الثانية والحرب الكورية وحرب فيتنام. ودخل إم1919 الخدمة باعتباره سلاح مشاة خفيف متحد المحور وثبت على الطائرات واستخدم كمدفع مضاد للطائرات من قبل الولايات المتحدة والعديد من البلدان الأخرى. العديد من نسخ إم1919 عدلت آلية التلقيم فيها لتستوعب الطلقات الجديدة من نوع 7.62×51 ملم ناتو، ومازال المدفع الرشاش في الخدمة حتى يومنا هذا.

## المستخدمين الحاليين والسابقين
- الأرجنتين[2]
- أستراليا[3]
- البرازيل
- بوتسوانا[4]
- بوروندي[5]
- كندا[5]
- تشيلي[6]
- كولومبيا[5]
- كوستاريكا[5]
- الدنمارك[5]
- جمهورية الدومينيكان[5]
- السلفادور[5]
- استونيا
- فنلندا[بحاجة لمصدر]
- فرنسا [7]
- الغابون[5]
- اليونان[5]
- غواتيمالا[5]
- هايتي[5]
- هونغ كونغ البريطانية
- اندونيسيا[بحاجة لمصدر]
- إيران[5]
- أيرلندا[8]
- إسرائيل[5][9]
- إيطاليا[5]
- كوريا الجنوبية[5]
- ليبيريا[5]
- لوكسمبورغ[بحاجة لمصدر]
- موريتانيا[5]
- المكسيك[5]
- المغرب[بحاجة لمصدر]
- بنما[5]
- الفلبين[بحاجة لمصدر]
- البرتغال[10]
- رومانيا
- روديسيا[11][12]
- سيراليون[13]
- جنوب أفريقيا[5][14]
- اسبانيا[5]
- السويد[15]
- الائتلاف الوطني السوري[1]
- جمهورية الصين[5]
- تايلاند[5]
- تونس[5]
- تركيا
- المملكة المتحدة[16]
- الولايات المتحدة[17]
- أوروغواي[5]
- فيتنام الجنوبية[5]
- فيتنام

## مزيد من القراءة
- Frank Iannamico, Hard Rain: History of the Browning Machine Guns
- Dolf L. Goldsmith, The Browning Machine Gun, Vol I & II
- Drabkin, Artem. The Red Air Force at War: Barbarossa & the retreat to Moscow – Recollections of Fighter Pilots on the Eastern Front. Barnsley (South Yorkshire), Pen & Sword Military, 2007. (ردمك 1-84415-563-3)

## روابط خارجية
- (1986) C-71-126-000 Parts Identification Lists - Machine Gun, 7.62mm, C5A1[وصلة مكسورة]
- Beltfedshooters.com For Beltfed Enthusiasts نسخة محفوظة 2 نوفمبر 2017 على موقع واي باك مشين.
- The Light Machine Gun نسخة محفوظة 22 يوليو 2019 على موقع واي باك مشين.
- M1919A4 Enthusiasts and semi-auto rebuilders
- Gothia Association for Weapon History on the Ksp m/42
- How machine guns work
- History of the Browning Machine Gun at browningmgs.com نسخة محفوظة 12 أغسطس 2011 على موقع واي باك مشين.
- TM 9-2012, a manual covering the M-37 Browning Machine Gun[وصلة مكسورة]